# Eburia quadrigeminata
Eburia quadrigeminata es una especie de escarabajo longicornio del género Eburia, subfamilia Cerambycinae. Fue descrita científicamente por Say en 1827.
Se distribuye por África del Norte, Argentina, Bermudas, Canadá, Cuba, Egipto y los Estados Unidos. Mide 12-25 milímetros de longitud. El período de vuelo ocurre en los meses de abril, mayo, junio, julio, agosto y septiembre.

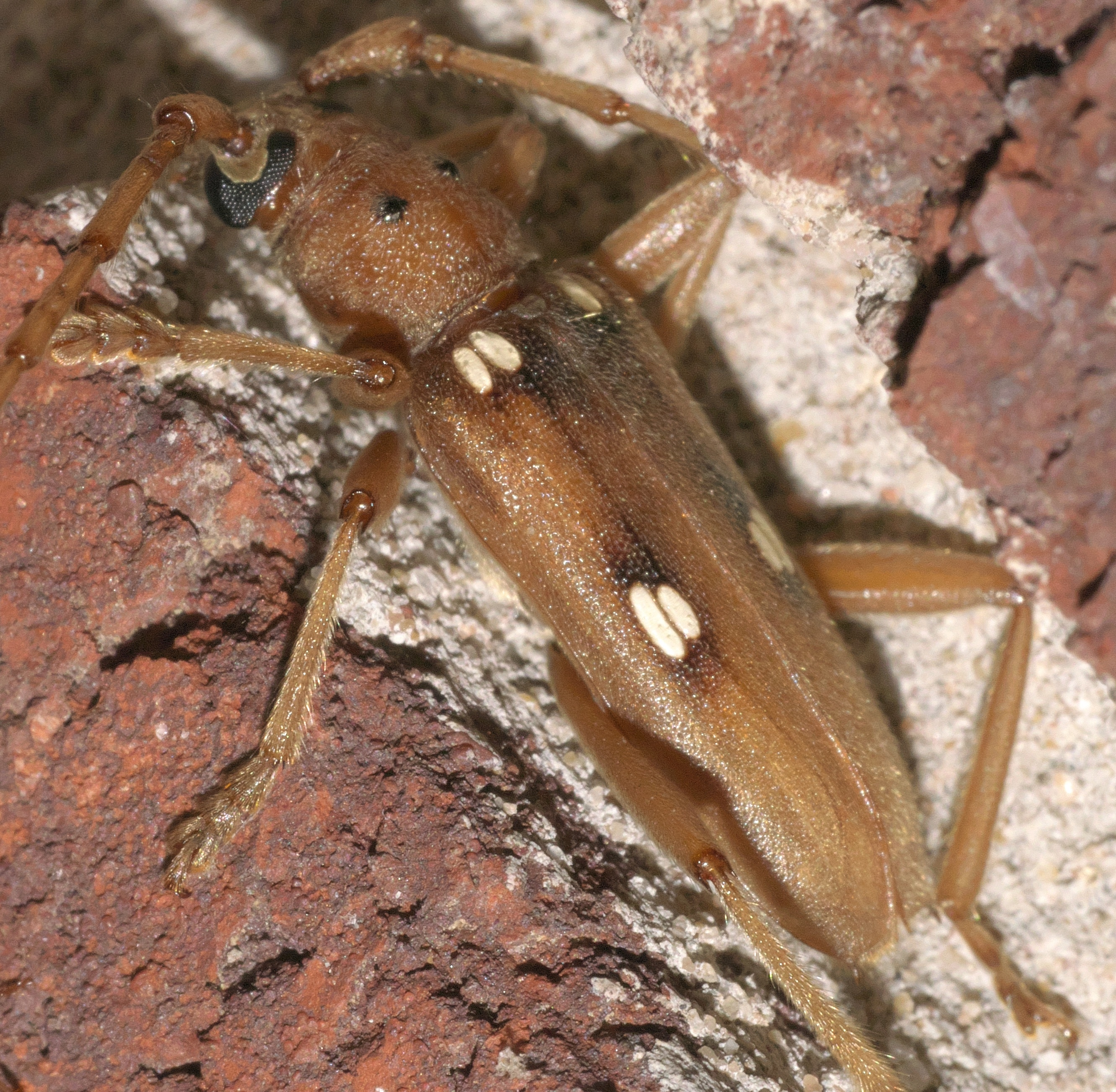
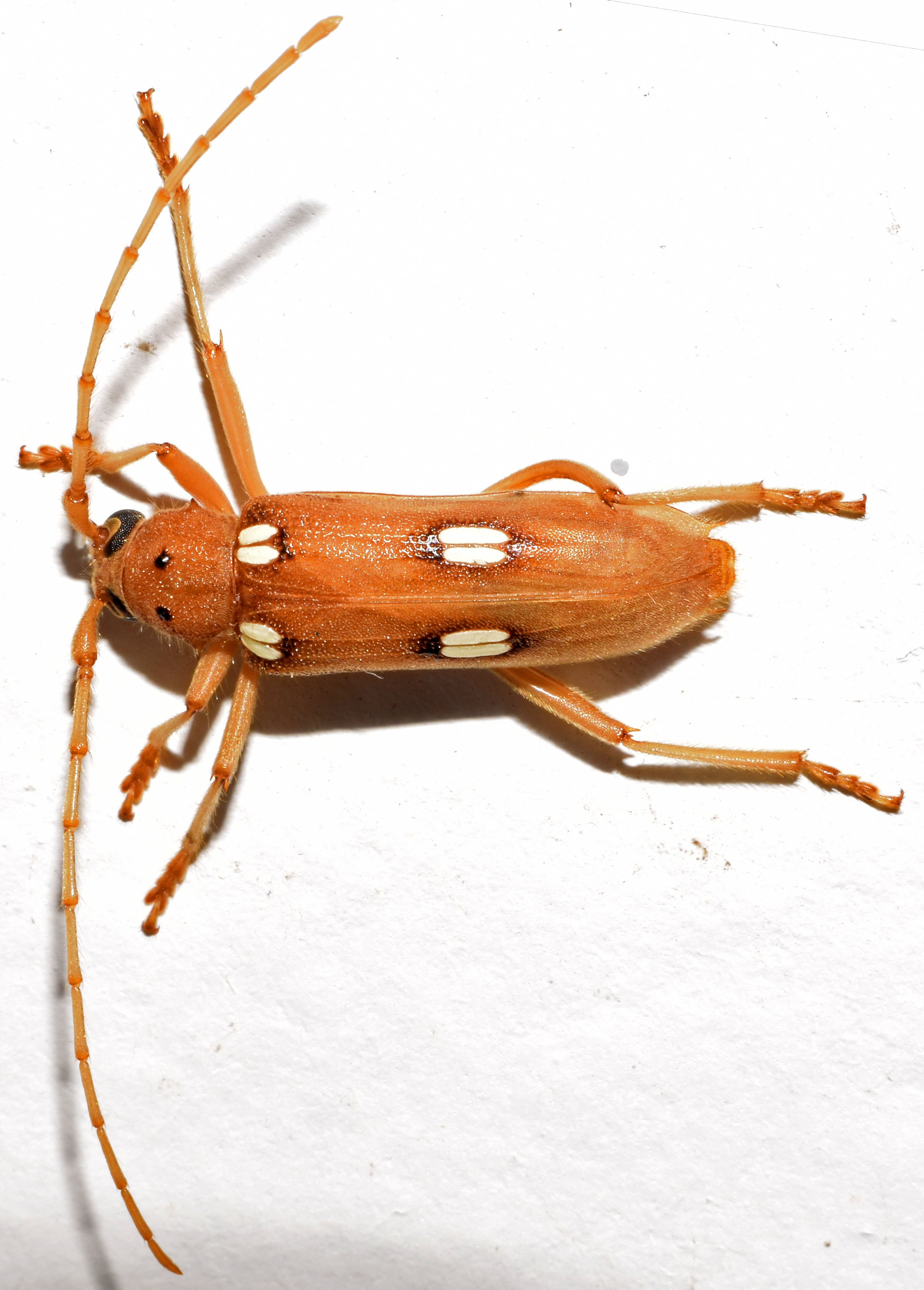
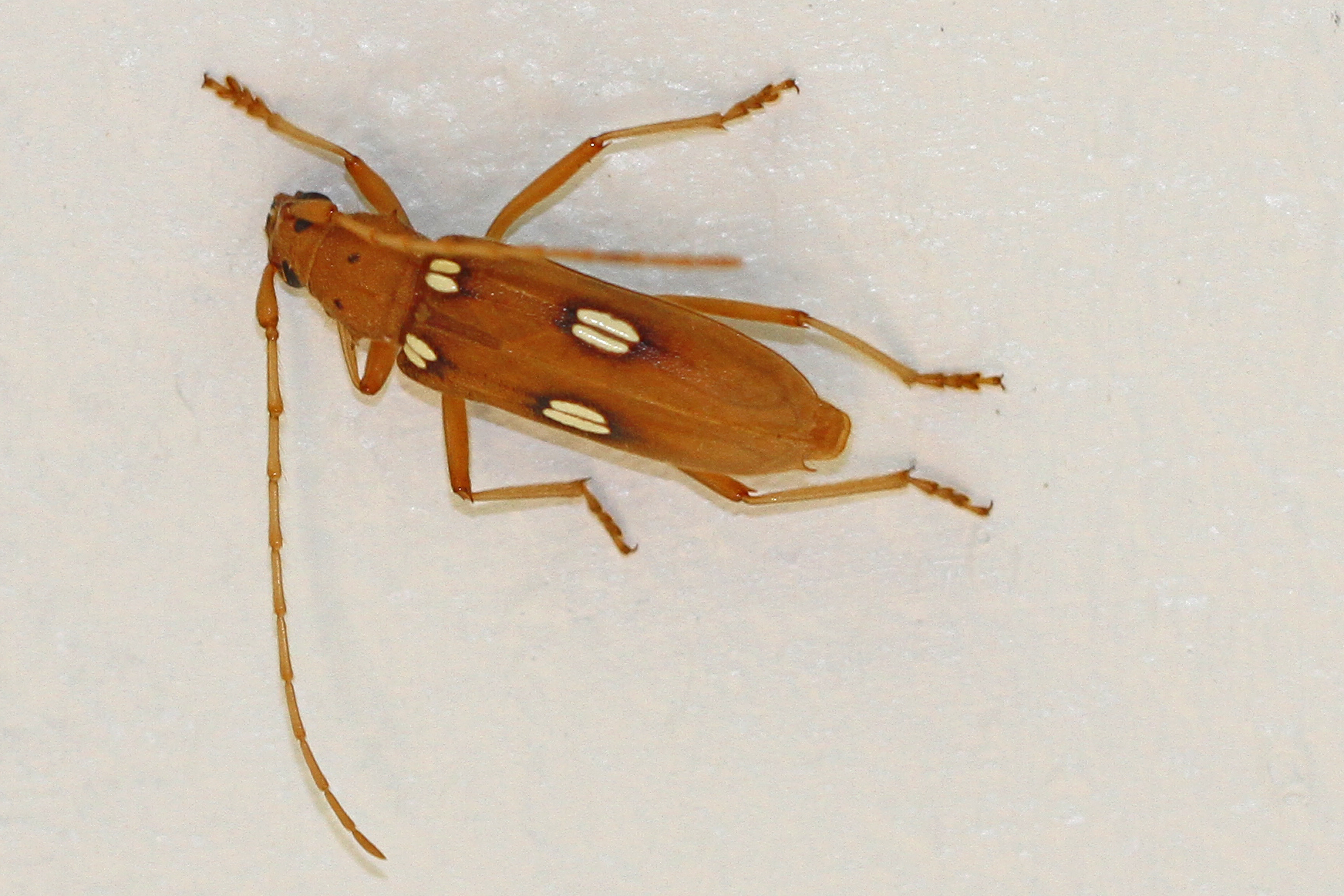
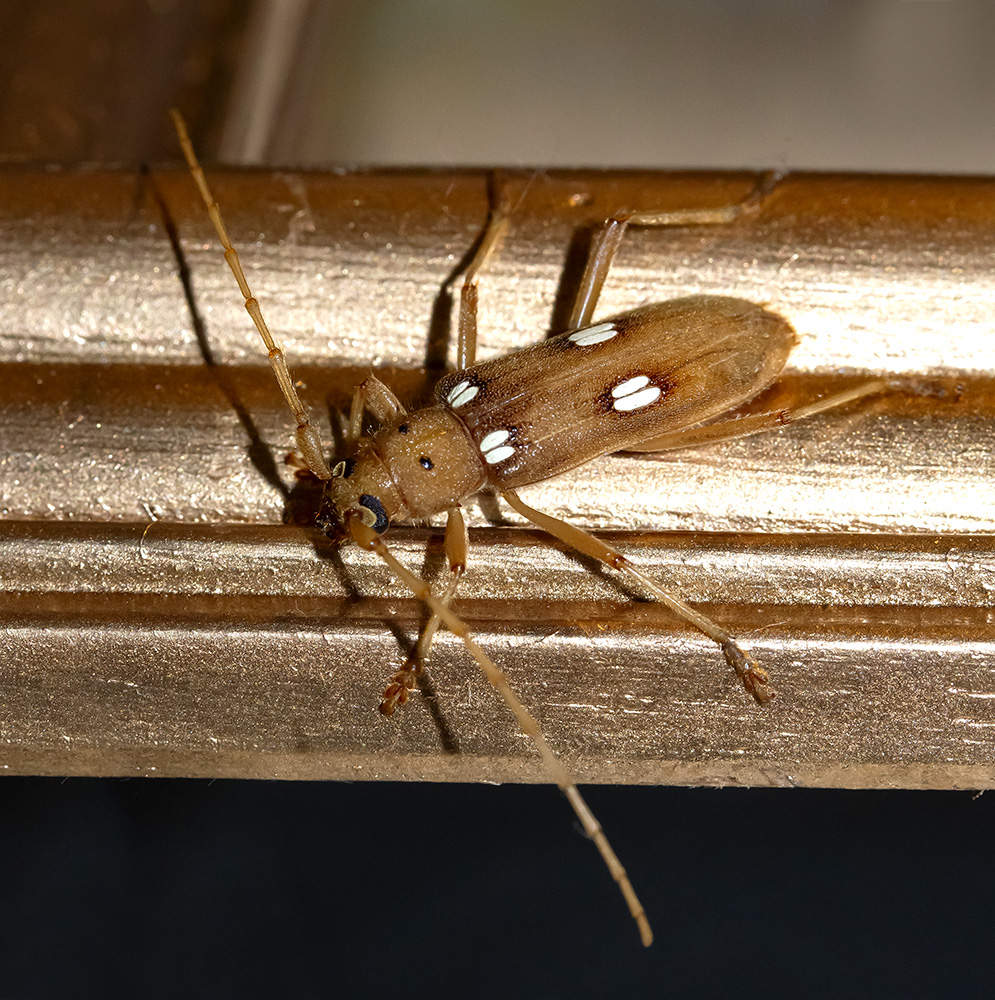